# 西雅圖藝術博物館
西雅圖藝術博物館（英語：Seattle Art Museum）是一家位於美國華盛頓州西雅圖城區中的博物館，簡稱為SAM。

## 历史
此博物館設立於1933年6月23日，原建築屬於裝飾藝術時期風格，座落於義工公園當中。由西雅圖藝術學院的校長理察·富勒（Richard E. Fuller）和他的母親瑪格麗特·富勒（Margaret MacTavish Fuller）捐出給市政府。主要的收藏在1991年12月移到了城中區，舊的史蹟建築則成立了西雅圖亞洲藝術博物館（Seattle Asian Art Museum）。
自1991起，西雅圖藝術博物館與華盛頓互惠銀行（Washington Mutual）合作擴館，新館已在2007年5月開幕，擴大70%以上的畫廊空間。此外，西雅圖藝術博物館在西雅圖海岸碼頭區設了奧林匹克雕塑公園（Olympic Sculpture），已在2007年1月開幕，入場免費。
西雅圖藝術博物館每個月的第一個星期四入場免費。

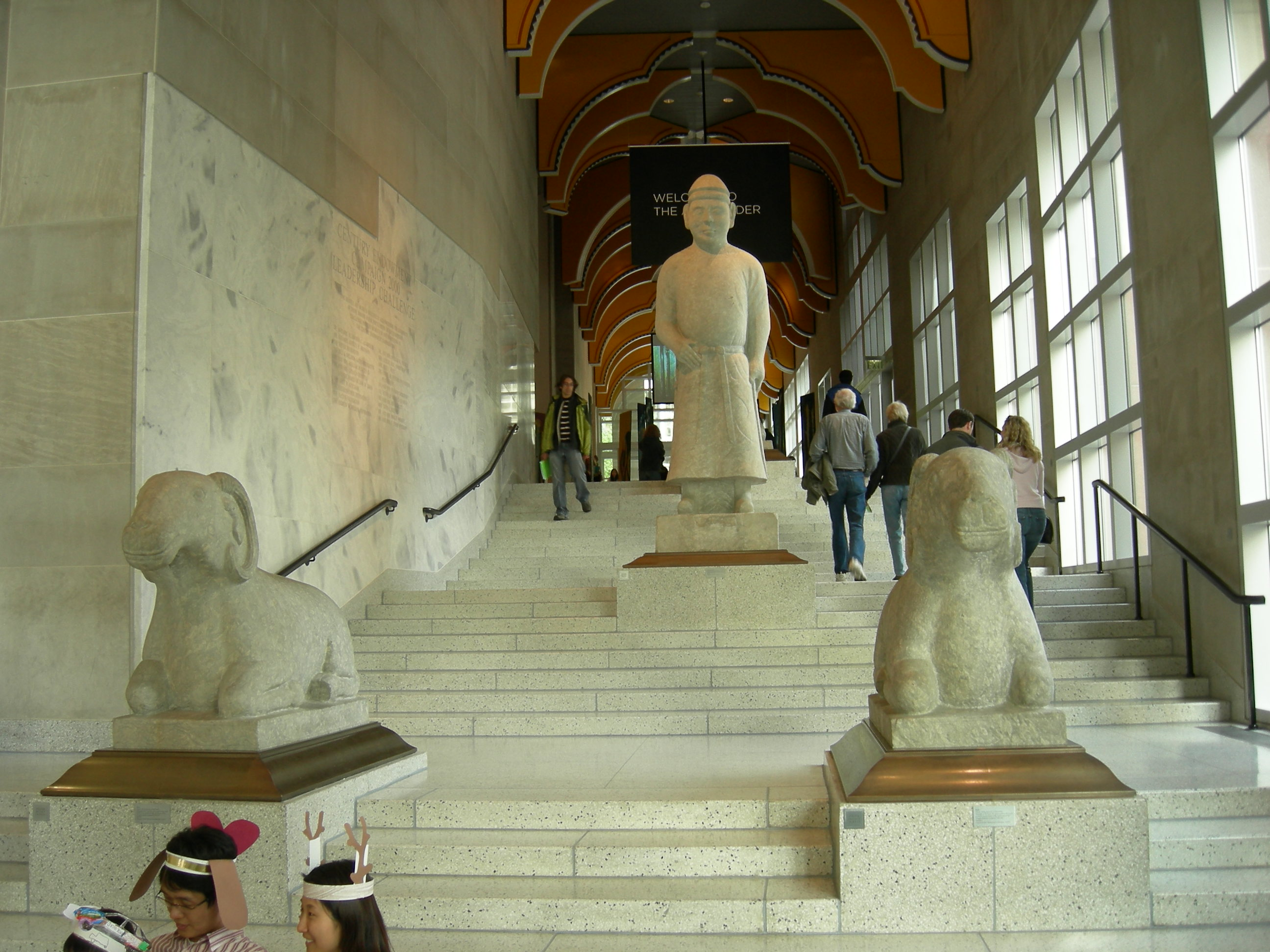
博物館中的“藝術階梯”與中式雕像。

## 外部連結
- 西雅圖藝術博物館官方網站 （页面存档备份，存于） – 英文

47°36′26″N 122°20′17″W / 47.60722°N 122.33806°W